# 佛教慈濟醫療財團法人
佛教慈濟醫療財團法人，是由財團法人慈濟基金會於1985年2月6日捐助設立的公益法人「財團法人佛教慈濟綜合醫院」，2013年6月18日配合醫療法修正更名為「佛教慈濟醫療財團法人」，目前於有臺灣7所醫院、海外1所醫院。最早的是1986年8月17日設立的花蓮慈濟醫院，2002年成為東臺灣第一間醫學中心等級的醫院，2024年臺北慈濟醫院亦成為醫學中心等級的醫院。

## 歷史
1979年5月法師在靜思精舍之慈濟委員聯誼月會中提出了興建佛教慈濟綜合醫院的構想，進而向臺灣省政府社會處申請成立「佛教慈濟慈善事業基金會」，獲立案通過。
1980年10月19日，時任臺灣省主席的林洋港拜訪精舍時詢問法師是否放棄建院想法，法師便向拿出帳冊向主席說，如果建院失敗將會退還所募之款項，主席見言：從來沒有一間寺廟會將捐款退回，便向中華民國總統蔣經國回報此事；10月22日總統親臨精舍，總統指示時任花蓮縣縣長吳水雲協助慈濟建院，隨後歷經三次換地，兩次動土，在1984年4月正式興建，1986年8月17日正式啟業。

## 各院院址

### 中華民國（臺灣）

#### 花蓮慈濟醫院
花蓮縣花蓮市國慶里11鄰中央路三段707號
03-8561825、03-8560977
1979年（啟建）
1986年8月17日（啟業）
東臺灣地區第一間，也是目前唯一一間通過衛福部評鑑「醫學中心」等級的醫院

#### 玉里慈濟醫院
花蓮縣玉里鎮國武里13鄰民權街1-1號
03-8882718
1999年3月15日
前身為鴻德醫院

#### 關山慈濟醫院
臺東縣關山鎮豐泉里11鄰和平路125之5號
089-814880
2000年3月15日
前身為籌設中的博愛醫院

#### 大林慈濟醫院
嘉義縣大林鎮平林里7鄰民生路2號
05-2648000
1996年10月（啟建）
2000年8月13日（啟業）
第二間慈濟自主興建、營運之慈濟醫院

#### 臺北慈濟醫院
新北市新店區復興里13鄰建國路289號
02-66289779
2005年5月8日
2024年被衛福部評鑑為「醫學中心」

#### 臺中慈濟醫院
臺中市潭子區聚興里4鄰豐興路一段66、88號
04-36060666
2007年1月8日（第二院區）
2011年8月21日（第一院區）

#### 斗六慈濟醫院
雲林縣斗六市鎮興里24鄰雲林路二段248號
05-5372000
2003年10月
2019年1月5日（升格）
前身為籌設中的漢鎮醫院。首間由門診部轉型診所再升格的慈濟醫院。

#### 三義慈濟中醫醫院
苗栗縣三義鄉八股路24之9號
03-7558666
2022年12月12日（啟業）

#### 嘉義慈濟診所
嘉義市西區書院里12鄰仁愛路３８３號
05-2167000
2020年6月
前身為安泰眼科診所舊址（現已遷移至仁愛路482號）。

### 其他國家（地區）

#### 印尼慈濟醫院
印度尼西亞共和國
Cengkareng timur rusun buda tzuchi Jakarta, RT.7/RW.14, Cengkareng Tim., Cengkareng, Kota Jakarta Barat, Daerah Khusus Ibukota Jakarta, Indonesia
2003年8月25日啟用時為義診中心，2006年6月21日升格為醫院

#### 蘇州慈濟健檢中心
中华人民共和国
中華人民共和國江蘇省蘇州市姑蘇區景德路367號
(+86) 0512-80990980

#### 香港慈濟大愛中醫診所
中华人民共和国
中華人民共和國香港油麻地彌敦道565-567號銀座廣場一樓
2023年12月18日啟業，試營運。2024年3月16日，正式開幕。

## 相關爭議
2010年，台北慈濟醫院急診室醫師在對某輕症病人看診、解釋二十分鐘後，病人仍不接受醫療專業解釋，醫師在情緒失控的狀況下罵了一聲髒話。病人因此抓住他的衣領，用力將黃醫師拉高至身體前傾，黃醫師伸出右手去抓病人拉住他衣領的左手。7月2日，病人控告醫師涉嫌傷害以及公然侮辱。12月31日被臺灣臺北地方法院在未詳細檢視證據的狀況下，判該名醫師拘役四十天，得易科罰金。在輿論和媒體嚴重攻擊該名醫師的狀況下，導致該醫師離開北慈。後來二審法官在仔細檢視影片後，認定該醫師並無攻擊病人，但除蘋果日報拿掉當初發布的「動新聞」，當初攻擊該名醫師的媒體並無做出澄清。

### 護士沒有執照
2012年6月，慈濟醫院台中分院被發現使用沒有執照的護士進行縫合，遭到衛生署醫事處長批評。

### 投資未揭露且財報無法勾稽
2015年2月，《財訊》471期報導，「根據慈濟醫療財團法人財報，慈濟投資在具利率變動之公平價值風險金融資產的規模高達47億元，但財報上僅揭露4億元的短期投資，包括瑞銀、國泰、復華所發行的境外基金，以及美國花旗集團、中華電信、遠東新世紀等國內外公司股票，其餘39億具現金流量風險的金融投資部位並未揭露。」
對此，慈濟回應「慈濟用40億投資海外金融資產為子虛烏有，慈濟醫院不操作股票」，此說法與報導內容及歷年財報有明顯出入。
此外，《財訊》在比對財報內容後，發現帳目明細中有多個項目無法勾稽。

### 違法佔用開放空間
2015年，新店慈濟醫院使用圍籬違法佔用開放空間長達3年，法院判決須拆除圍籬，結果慈濟只象徵性的拆除鐵門。

### 財報問題
2015年3月9日，媒體人徐嶔煌指稱規模比慈濟醫院大的兩到三倍的長庚醫院一年水電、文具支出各是2498萬、382萬，慈濟醫院卻分別高達2.1億、7198萬。但旋即醫療作家洪素卿卻撰文指出：「慈濟醫院和長庚醫院的財報分類並不相同，慈濟把水電、文具費用放在行政管理費，長庚則分成兩個部分，大多數水電、文具費是納入醫務成本，只有少數放歸類在純管理產生的行政管理費用，兩個醫院的財報分類根本不同，不能直接比較。」。此外衛福部也認定慈濟醫院的支出並無疑問。

### 嚴重醫療疏失
2018年11月17日，花蓮慈濟醫院爆出嚴重醫療疏失，護理人員誤將病患尿液當成生理食鹽水，將其混入白蛋白後注射到一名肝硬化病患體內，該病患不幸在10多天後過世。花蓮慈濟證實此事，稱家屬索賠數百萬元，院方無法接受。

### 侵犯病人隱私
2024年4月23日，台北慈濟醫院一名護理師於社群平台發文揭露該院開刀房內涉嫌偷拍病患私密照片的情況，並公開部分照片。警方已將發文的護理師送辦，並查扣其手機、電腦。院方已啟動調查並提出刑事告訴，警方正在進一步調查釐清照片的來源與拍攝動機。台北慈濟醫院強調將嚴格遵守病人權利與隱私，並表示將配合後續辦理。新北市府衛生局表示已派員前往瞭解情況，並責請醫院啟動院內調查。目前仍在調查中。。

## 外部連結
- 官方网站
- 人醫心傳雜誌 （页面存档备份，存于）（繁體中文）（英文）
- 志為護理雜誌 （页面存档备份，存于）（繁體中文）（英文）